# Ладислав Крейчий (футболіст, 1992)
Ладислав Крейчий (чеськ. Ladislav Krejčí, нар. 5 липня 1992, Прага, Чехія) — чеський футболіст, півзахисник національної збірної Чехії та празької «Спарти».

## Клубна кар'єра
У дорослому футболі дебютував 2008 року виступами за команду клубу «Спарта» (Прага). З 2016 року виступав в Італії, граючи за «Болонью». За чотири сезони взяв участь у 81 грі Серії A.
4 серпня 2020 року повернувся до празької «Спарти».

## Виступи за збірні
2007 року дебютував у складі юнацької збірної Чехії, взяв участь у 41 грі на юнацькому рівні, відзначившись 6 забитими голами.
Протягом 2011—2015 років залучався до складу молодіжної збірної Чехії. На молодіжному рівні зіграв у 8 офіційних матчах, забив 1 гол.
2012 року дебютував в офіційних матчах у складі національної збірної Чехії.

## Статистика виступів

### Статистика клубних виступів
Станом на 2 серпня 2020
| Сезон                      | Команда                    | Чемпіонат                  | Чемпіонат | Чемпіонат | Національний кубок | Національний кубок | Національний кубок | Єврокубки | Єврокубки | Єврокубки | Інші змагання | Інші змагання | Інші змагання | Усього | Усього |
| Сезон                      | Команда                    | Ліга                       | Ігор      | Голів     | Ліга               | Ігор               | Голів              | Ліга      | Ігор      | Голів     | Ліга          | Ігор          | Голів         | Ігор   | Голів  |
| -------------------------- | -------------------------- | -------------------------- | --------- | --------- | ------------------ | ------------------ | ------------------ | --------- | --------- | --------- | ------------- | ------------- | ------------- | ------ | ------ |
| 2009–10                    | «Спарта» (Прага)           | 1Л                         | 3         | 0         | КЧ                 | 2                  | 0                  | ЛЄ        | 0         | 0         | СКЧ           | 0             | 0             | 5      | 0      |
| 2010–11                    | «Спарта» (Прага)           | 1Л                         | 2         | 0         | КЧ                 | 2                  | 0                  | ЛЄ        | 0         | 0         | СКЧ           | 0             | 0             | 4      | 0      |
| 2011–12                    | «Спарта» (Прага)           | 1Л                         | 22        | 6         | КЧ                 | 4                  | 1                  | ЛЧ+ЛЄ     | 0+4       | 1         | СКЧ           | 0             | 0             | 30     | 8      |
| 2012–13                    | «Спарта» (Прага)           | 1Л                         | 25        | 4         | КЧ                 | 4                  | 2                  | ЛЄ        | 10        | 2         | -             | -             | -             | 39     | 8      |
| 2013–14                    | «Спарта» (Прага)           | 1Л                         | 25        | 8         | КЧ                 | 7                  | 1                  | ЛЧ+ЛЄ     | 4+6       | 2+1       | -             | -             | -             | 42     | 12     |
| 2014–15                    | «Спарта» (Прага)           | 1Л                         | 27        | 3         | КЧ                 | 3                  | 1                  | ЛЄ        | 8         | 0         | СКЧ           | 1             | 0             | 39     | 4      |
| 2015–16                    | «Спарта» (Прага)           | 1Л                         | 26        | 4         | КЧ                 | 4                  | 3                  | ЛЄ        | 10        | 1         | СКЧ           | 1             | 0             | 41     | 8      |
| 2016–17                    | «Болонья»                  | A                          | 37        | 1         | КІ                 | 1                  | 1                  | -         | -         | -         | -             | -             | -             | 38     | 2      |
| 2017–18                    | «Болонья»                  | A                          | 12        | 0         | КІ                 | 1                  | 0                  | -         | -         | -         | -             | -             | -             | 13     | 0      |
| 2018–19                    | «Болонья»                  | A                          | 18        | 0         | КІ                 | 0                  | 0                  | -         | -         | -         | -             | -             | -             | 18     | 0      |
| 2019–20                    | «Болонья»                  | A                          | 14        | 1         | КІ                 | 1                  | 0                  | -         | -         | -         | -             | -             | -             | 15     | 1      |
| Усього за «Болонью»        | Усього за «Болонью»        | Усього за «Болонью»        | 81        | 2         |                    | 3                  | 1                  |           | -         | -         |               | -             | -             | 84     | 3      |
| 2020–21                    | «Спарта» (Прага)           | 1Л                         | 3         | 1         | -                  | 0                  | 0                  | -         | -         | -         | -             | -             | -             | 3      | 1      |
| Усього за «Спарту» (Прага) | Усього за «Спарту» (Прага) | Усього за «Спарту» (Прага) | 133       | 26        |                    | 26                 | 8                  |           | 42        | 7         |               | 2             | 0             | 203    | 41     |
| Усього за кар'єру          | Усього за кар'єру          | Усього за кар'єру          | 214       | 28        |                    | 29                 | 9                  |           | 42        | 7         |               | 2             | 0             | 287    | 44     |

### Статистика виступів за збірну
Станом на 2 серпня 2020
| Дата       | Місто            | Господарі         | Результат | Гості             | Турнір                               | Голи | Примітки |
| ---------- | ---------------- | ----------------- | --------- | ----------------- | ------------------------------------ | ---- | -------- |
| 14-11-2012 | Оломоуць         | Чехія             | 3 – 0     | Словаччина        | товариський матч                     | -    | 67'      |
| 6-2-2013   | Акхісар          | Туреччина         | 0 – 2     | Чехія             | товариський матч                     | 1    | 63'      |
| 22-3-2013  | Оломоуць         | Чехія             | 0 – 3     | Данія             | Відбір до ЧС 2014                    | -    | 64'      |
| 15-11-2013 | Оломоуць         | Чехія             | 2 – 0     | Канада            | товариський матч                     | -    | 57'      |
| 21-5-2014  | Гельсінкі        | Фінляндія         | 2 – 2     | Чехія             | товариський матч                     | -    |          |
| 3-6-2014   | Оломоуць         | Чехія             | 1 – 2     | Австрія           | товариський матч                     | -    | 73'      |
| 3-9-2014   | Прага            | Чехія             | 0 – 1     | США               | товариський матч                     | -    | 69'      |
| 9-9-2014   | Прага            | Чехія             | 3 – 0     | Нідерланди        | Відбір до ЧЄ 2016                    | -    | 66'      |
| 10-10-2014 | Стамбул          | Туреччина         | 1 – 2     | Чехія             | Відбір до ЧЄ 2016                    | -    | 68'      |
| 13-10-2014 | Нур-Султан       | Казахстан         | 2 – 1     | Чехія             | Відбір до ЧЄ 2016                    | -    | 69'      |
| 16-11-2014 | Плзень           | Чехія             | 2 – 1     | Ісландія          | Відбір до ЧЄ 2016                    | -    | 65'      |
| 28-3-2015  | Прага            | Чехія             | 1 – 1     | Латвія            | Відбір до ЧЄ 2016                    | -    | 57'      |
| 31-3-2015  | Жиліна           | Словаччина        | 1 – 0     | Чехія             | товариський матч                     | -    | 61'      |
| 12-6-2015  | Рейк'явік        | Ісландія          | 2 – 1     | Чехія             | Відбір до ЧЄ 2016                    | 1    | 67' 72'  |
| 3-9-2015   | Плзень           | Чехія             | 2 – 1     | Казахстан         | Відбір до ЧЄ 2016                    | -    | 84'      |
| 6-9-2015   | Рига             | Латвія            | 1 – 2     | Чехія             | Відбір до ЧЄ 2016                    | -    | 54'      |
| 10-10-2015 | Прага            | Чехія             | 2 – 1     | Туреччина         | Відбір до ЧЄ 2016                    | -    | 32' 54'  |
| 13-11-2015 | Дунайська Стреда | Чехія             | 4 – 1     | Сербія            | товариський матч                     | 1    | 71'      |
| 17-11-2015 | Вроцлав          | Польща            | 3 – 1     | Чехія             | товариський матч                     | 1    | 58'      |
| 29-3-2016  | Стокгольм        | Швеція            | 1 – 1     | Чехія             | товариський матч                     | -    |          |
| 27-5-2016  | Куфштайн         | Чехія             | 6 – 0     | Мальта            | товариський матч                     | -    | 46'      |
| 1-6-2016   | Інсбрук          | Чехія             | 2 – 1     | Росія             | товариський матч                     | -    |          |
| 5-6-2016   | Прага            | Чехія             | 1 – 2     | Південна Корея    | товариський матч                     | -    | 71'      |
| 13-6-2016  | Тулуза           | Іспанія           | 1 – 0     | Чехія             | ЧЄ 2016 - 1-й етап                   | -    |          |
| 17-6-2016  | Сент-Етьєн       | Чехія             | 2 – 2     | Хорватія          | ЧЄ 2016 - 1-й етап                   | -    |          |
| 21-6-2016  | Ланс             | Чехія             | 0 – 2     | Туреччина         | ЧЄ 2016 - 1-й етап                   | -    |          |
| 31-8-2016  | Млада Болеслав   | Чехія             | 3 – 0     | Вірменія          | товариський матч                     | 1    | 46'      |
| 4-9-2016   | Прага            | Чехія             | 0 – 0     | Північна Ірландія | Відбір до ЧС 2018                    | -    |          |
| 8-10-2016  | Гамбург          | Німеччина         | 3 – 0     | Чехія             | Відбір до ЧС 2018                    | -    |          |
| 11-10-2016 | Острава          | Чехія             | 0 – 0     | Азербайджан       | Відбір до ЧС 2018                    | -    | 64'      |
| 11-11-2016 | Прага            | Чехія             | 2 – 1     | Норвегія          | Відбір до ЧС 2018                    | -    | 86'      |
| 22-3-2017  | Усті-над-Лабем   | Чехія             | 3 – 0     | Литва             | товариський матч                     | -    | 45'      |
| 26-3-2017  | Серравалле       | Сан-Марино        | 0 – 6     | Чехія             | Відбір до ЧС 2018                    | -    |          |
| 5-6-2017   | Брюссель         | Бельгія           | 2 – 1     | Чехія             | товариський матч                     | -    | 46'      |
| 10-6-2017  | Осло             | Норвегія          | 1 – 1     | Чехія             | Відбір до ЧС 2018                    | -    | 90'      |
| 1-9-2017   | Прага            | Чехія             | 1 – 2     | Німеччина         | Відбір до ЧС 2018                    | -    | 53'      |
| 4-9-2017   | Белфаст          | Північна Ірландія | 2 – 0     | Чехія             | Відбір до ЧС 2018                    | -    | 55'      |
| 19-11-2018 | Прага            | Чехія             | 1 – 0     | Словаччина        | Ліга націй УЄФА 2018-2019 - 1-й етап | -    | 76'      |
| 7-6-2019   | Прага            | Чехія             | 2 – 1     | Болгарія          | Відбір до ЧЄ 2020                    | -    | 82'      |
| 10-6-2019  | Оломоуць         | Чехія             | 3 – 0     | Чорногорія        | Відбір до ЧЄ 2020                    | -    | 74'      |
| 14-10-2019 | Прага            | Чехія             | 2 – 3     | Північна Ірландія | товариський матч                     | -    | 75'      |
| Усього     |                  | Матчів            | 41        |                   | Голів                                | 5    |          |

## Титули і досягнення
- Чемпіон Чехії (2):

«Спарта»: 2009-10, 2013-14
- Володар кубка Чехії (1):

«Спарта»: 2013-14